# Přehled českých medailí na mistrovství Evropy v atletice do 23 let
V tomto přehledu českých medailí na mistrovství Evropy v atletice do 23 let jsou uvedeni čeští atleti, kteří na Mistrovství Evropy v atletice do 23 let, pořádaném od roku 1997, získali některou z medailí.

## Čeští medailisté
| Rok  | Atlet                                                          | Disciplína    | Výkon      | Zlato         | Stříbro          | Bronz            |
| ---- | -------------------------------------------------------------- | ------------- | ---------- | ------------- | ---------------- | ---------------- |
| 1997 | Lukáš Souček                                                   | 400 m př.     | 49,08      | Zlatá medaile |                  |                  |
| 1997 | Hana Benešová                                                  | 200 m         | 22,57      | Zlatá medaile |                  |                  |
| 1997 | Andrea Šuldesová                                               | 1500 m        | 4:13,92    | Zlatá medaile |                  |                  |
| 1997 | David Nikodým Lukáš Souček Jan Štejfa Jiří Mužík               | 4 × 400 m     | 3:04,13    |               | Stříbrná medaile |                  |
| 1997 | Hana Benešová                                                  | 400 m         | 51,82      |               | Stříbrná medaile |                  |
| 1997 | Petr Špaček                                                    | Skok o tyči   | 550 cm     |               |                  | Bronzová medaile |
| 1997 | Jitka Buriánová Eva Kasalová Andrea Šuldesová Hana Benešová    | 4 × 400 m     | 3:33,83    |               |                  | Bronzová medaile |
| 1999 | Jitka Burianová                                                | 400 m         | 52,01      |               | Stříbrná medaile |                  |
| 1999 | Věra Cechlová                                                  | Hod diskem    | 56,65 m    |               |                  | Bronzová medaile |
| 2003 | Jarmila Klimešová                                              | Hod oštěpem   | 60,54 m    | Zlatá medaile |                  |                  |
| 2003 | Michaela Mannová                                               | 3000 m př.    | 9:42,01    |               | Stříbrná medaile |                  |
| 2005 | Jaroslav Bába                                                  | Skok do výšky | 229 cm     | Zlatá medaile |                  |                  |
| 2005 | Stanislav Sajdok                                               | 110 m př.     | 13,66      |               |                  | Bronzová medaile |
| 2005 | Barbora Dibelková                                              | 20 km chůze   | 1:34:44    |               |                  | Bronzová medaile |
| 2007 | Denisa Ščerbová                                                | Skok daleký   | 680 cm     |               | Stříbrná medaile |                  |
| 2007 | Lenka Ledvinová                                                | Hod kladivem  | 67,63 m    |               | Stříbrná medaile |                  |
| 2007 | Vojtěch Šulc                                                   | 200 m         | 20,91      |               | Stříbrná medaile |                  |
| 2007 | Jan Marcell                                                    | Hod diskem    | 58,48 m    |               | Stříbrná medaile |                  |
| 2007 | Zuzana Hejnová                                                 | 400 m př.     | 55,93      |               |                  | Bronzová medaile |
| 2007 | Roman Novotný                                                  | Skok daleký   | 787 cm     |               |                  | Bronzová medaile |
| 2009 | Petr Frydrych                                                  | Hod oštěpem   | 80,53 m    |               | Stříbrná medaile |                  |
| 2009 | Kateřina Šafránková                                            | Hod kladivem  | 63,01 m    |               | Stříbrná medaile |                  |
| 2009 | Zuzana Schindlerová                                            | 20 km chůze   | 1:33:42    |               | Stříbrná medaile |                  |
| 2009 | Jakub Holuša                                                   | 1500 m        | 3:51,46    |               |                  | Bronzová medaile |
| 2011 | Kateřina Cachová                                               | Sedmiboj      | 6123 bodů  |               | Stříbrná medaile |                  |
| 2011 | Pavel Maslák                                                   | 200 m         | 20,67      |               |                  | Bronzová medaile |
| 2013 | Adam Sebastian Helcelet                                        | Desetiboj     | 8 252 bodů |               |                  | Bronzová medaile |
| 2013 | Pavel Maslák                                                   | 200 m         | 20,49      |               |                  | Bronzová medaile |
| 2015 | Jan Jirka                                                      | 200 m         | 20,82      |               |                  | Bronzová medaile |
| 2015 | Marcel Kadlec Michal Desenský Jan Jirka Zdeněk Stromšík        | 4 × 100 m     | 39,38      |               | Stříbrná medaile |                  |
| 2015 | Radek Juška                                                    | Skok daleký   | 800 cm     |               | Stříbrná medaile |                  |
| 2015 | Anežka Drahotová                                               | 20 km chůze   | 1:27:25    |               | Stříbrná medaile |                  |
| 2017 | Filip Sasínek                                                  | 1500 m        | 3:49,23    |               | Stříbrná medaile |                  |
| 2017 | Jiří Sýkora                                                    | Desetiboj     | 8084 bodů  | Zlatá medaile |                  |                  |
| 2019 | Lada Vondrová                                                  | 400 m         | 52,40      |               | Stříbrná medaile |                  |
| 2019 | Amálie Švábíková                                               | Skok o tyči   | 4,35 m     |               | Stříbrná medaile |                  |
| 2021 | Jan Štefela                                                    | Skok do výšky | 220 cm     | Zlatá medaile |                  |                  |
| 2021 | Lada Vondrová                                                  | 400 m         | 51,19      | Zlatá medaile |                  |                  |
| 2021 | Barbora Malíková                                               | 400 m         | 51,23      |               | Stříbrná medaile |                  |
| 2021 | Lada Vondrová Nikoleta Jíchová Barbora Veselá Barbora Malíková | 4 × 400 m     | 3:30,11    | Zlatá medaile |                  |                  |
| 2025 | Karolína Maňasová                                              | 100 m         | 11,30      | Zlatá medaile |                  |                  |